# Campeonato Europeo de Triatlón Campo a Través
El Campeonato Europeo de Triatlón Campo a Través es la máxima competición a nivel europeo de triatlón campo a través. Es organizado desde 2007 por la Unión Europea de Triatlón.

## Ediciones
| N.º  | Año  | Sede           | País         |
| ---- | ---- | -------------- | ------------ |
| I    | 2007 | Ibiza          | España       |
| II   | 2008 | Ameland        | Países Bajos |
| III  | 2009 | Cerdeña        | Italia       |
| IV   | 2010 | Myjava         | Eslovaquia   |
| V    | 2011 | Visegrád       | Hungría      |
| VI   | 2012 | La Haya        | Países Bajos |
| VII  | 2013 | Strobl         | Austria      |
| VIII | 2014 | Cerdeña        | Italia       |
| IX   | 2015 | Lago Schluch   | Alemania     |
| X    | 2016 | Valle de Joux  | Suiza        |
| XI   | 2017 | Târgu Mureș    | Rumania      |
| XII  | 2018 | Ibiza          | España       |
| XIII | 2019 | Târgu Mureș    | Rumania      |
| XIV  | 2021 | Molveno        | Italia       |
| XV   | 2022 | Bilbao         | España       |
| XVI  | 2023 | Riva del Garda | Italia       |
| XVII | 2024 | Coímbra        | Portugal     |

## Palmarés

### Masculino
| N.º  | Año  | Sede                       | Oro                            | Plata                         | Bronce                        |
| ---- | ---- | -------------------------- | ------------------------------ | ----------------------------- | ----------------------------- |
| I    | 2007 | Ibiza · ( España)          | Eneko Llanos · España          | Hektor Llanos · España        | Rubén Bravo · España          |
| II   | 2008 | Ameland · ( Países Bajos)  | Robert Barel · Países Bajos    | Paul Embrechts · Bélgica      | Mikko Vastaranta · Finlandia  |
| III  | 2009 | Cerdeña · ( Italia)        | Franky Batelier Francia        | Rubén Ruzafa · España         | Olivier Marceau · Suiza       |
| IV   | 2010 | Myjava · ( Eslovaquia)     | Franky Batelier Francia        | Víctor del Corral · España    | Tomáš Jurkovič · Eslovaquia   |
| V    | 2011 | Visegrád · ( Hungría)      | Víctor del Corral · España     | Olivier Marceau · Suiza       | Karel Zadák · República Checa |
| VI   | 2012 | La Haya · ( Países Bajos)  | Víctor del Corral · España     | Kris Coddens · Bélgica        | Brice Daubord Francia         |
| VII  | 2013 | Strobl · ( Austria)        | Jan Čelůstka · República Checa | Alessio Picco · Italia        | Jan Kubíček · República Checa |
| VIII | 2014 | Cerdeña · ( Italia)        | Kris Coddens · Bélgica         | Arthur Forissier Francia      | Jim Thijs · Bélgica           |
| IX   | 2015 | Lago Schluch · ( Alemania) | Arthur Forissier Francia       | Jens Roth · Alemania          | Malte Plappert · Alemania     |
| X    | 2016 | Valle de Joux · ( Suiza)   | Rubén Ruzafa · España          | Kris Coddens · Bélgica        | Brice Daubord Francia         |
| XI   | 2017 | Târgu Mureș · ( Rumania)   | Marcello Ugazio · Italia       | Arthur Serrieres Francia      | Jan Kubíček · República Checa |
| XII  | 2018 | Ibiza · ( España)          | Tim Van Hemel · Bélgica        | Brice Daubord Francia         | Marcello Ugazio · Italia      |
| XIII | 2019 | Târgu Mureș · ( Rumania)   | Rubén Ruzafa · España          | Tim Van Hemel · Bélgica       | Tommaso Gatti · Italia        |
| XIV  | 2021 | Molveno · ( Italia)        | Arthur Serrieres Francia       | Arthur Forissier Francia      | Maxim Chané Francia           |
| XV   | 2022 | Bilbao · ( España)         | Rubén Ruzafa · España          | Kevin Viñuela · España        | Pello Osoro · España          |
| XVI  | 2023 | Riva del Garda · ( Italia) | Michele Bonacina · Italia      | Lukáš Kočař · República Checa | Théo Dupras Francia           |
| XVII | 2024 | Coímbra ( Portugal)        | Kevin Viñuela · España         | Federico Spinazzé · Italia    | Jules Dumas Francia           |

### Femenino
| N.º  | Año  | Sede                       | Oro                               | Plata                             | Bronce                            |
| ---- | ---- | -------------------------- | --------------------------------- | --------------------------------- | --------------------------------- |
| I    | 2007 | Ibiza · ( España)          | Carina Wasle · Austria            | Sibylle Matter · Suiza            | Ingrid van Lubek · Países Bajos   |
| II   | 2008 | Ameland · ( Países Bajos)  | Ingrid van Lubek · Países Bajos   | Sibylle Matter · Suiza            | Judy van den Berg · Países Bajos  |
| III  | 2009 | Cerdeña · ( Italia)        | Renata Bucher · Suiza             | Sibylle Matter · Suiza            | Judy van den Berg · Países Bajos  |
| IV   | 2010 | Myjava · ( Eslovaquia)     | Carina Wasle · Austria            | Maud Golsteyn · Países Bajos      | Judy van den Berg · Países Bajos  |
| V    | 2011 | Visegrád · ( Hungría)      | Renata Bucher · Suiza             | Marion Lorblanchet Francia        | Carina Wasle · Austria            |
| VI   | 2012 | La Haya · ( Países Bajos)  | Helena Erbenová · República Checa | Carina Wasle · Austria            | Maud Golsteyn · Países Bajos      |
| VII  | 2013 | Strobl · ( Austria)        | Kathrin Müller · Alemania         | Maud Golsteyn · Países Bajos      | Helena Erbenová · República Checa |
| VIII | 2014 | Cerdeña · ( Italia)        | Kathrin Müller · Alemania         | Renata Bucher · Suiza             | Helena Erbenová · República Checa |
| IX   | 2015 | Lago Schluch · ( Alemania) | Renata Bucher · Suiza             | Helena Erbenová · República Checa | Carina Wasle · Austria            |
| X    | 2016 | Valle de Joux · ( Suiza)   | Michelle Flipo Francia            | Jacqueline Slack Reino Unido      | Myriam Guillot Francia            |
| XI   | 2017 | Târgu Mureș · ( Rumania)   | Brigitta Poór · Hungría           | Morgane Riou Francia              | Carina Wasle · Austria            |
| XII  | 2018 | Ibiza · ( España)          | Nicole Walters Reino Unido        | Laura Gómez Ramón · España        | Sofiya Pryyma · Ucrania           |
| XIII | 2019 | Târgu Mureș · ( Rumania)   | Morgane Riou Francia              | Eleonora Peroncini · Italia       | Sandra Mairhofer · Italia         |
| XIV  | 2021 | Molveno · ( Italia)        | Sandra Mairhofer · Italia         | Michelle Flipo · México           | Diede Diederiks · Países Bajos    |
| XV   | 2022 | Bilbao · ( España)         | Sandra Mairhofer · Italia         | Margaréta Bičanová · Eslovaquia   | Marta Borbón · España             |
| XVI  | 2023 | Riva del Garda · ( Italia) | Marta Menditto · Italia           | Anna Zehnder · Suiza              | Romy Spoelder · Países Bajos      |
| XVII | 2024 | Coímbra ( Portugal)        | Marina Muñoz · España             | Anna Zehnder · Suiza              | Solène Marnoni Francia            |

## Medallero histórico
- Actualizado hasta Coímbra 2024 (prueba élite individual).[1]

| Núm. | País            | Oro | Plata | Bronce | Total |
| ---- | --------------- | --- | ----- | ------ | ----- |
| 1    | España          | 8   | 5     | 3      | 16    |
| 2    | Francia         | 6   | 6     | 7      | 19    |
| 3    | Italia          | 5   | 3     | 3      | 11    |
| 4    | Suiza           | 3   | 7     | 1      | 11    |
| 5    | Bélgica         | 2   | 4     | 1      | 7     |
| 6    | Países Bajos    | 2   | 2     | 7      | 11    |
| 7    | República Checa | 2   | 2     | 5      | 9     |
| 8    | Austria         | 2   | 1     | 3      | 6     |
| 9    | Alemania        | 2   | 1     | 1      | 4     |
| 10   | Reino Unido     | 1   | 1     | 0      | 2     |
| 11   | Hungría         | 1   | 0     | 0      | 1     |
| 12   | Eslovaquia      | 0   | 1     | 1      | 2     |
| 13   | México          | 0   | 1     | 0      | 1     |
| 14   | Finlandia       | 0   | 0     | 1      | 1     |
| 14   | Ucrania         | 0   | 0     | 1      | 1     |
|      | TOTAL           | 34  | 34    | 34     | 102   |